# Piotr Strus
Piotr Grzegorz Strus (ur. 3 września 1988 w Warszawie) – polski zawodnik mieszanych sztuk walki (MMA), występujący także w takich dyscyplinach jak m.in. wushu (zasady sanda), boksie tajskim oraz kick-boxingu (zasady low kick i K-1). Walczył dla takich federacji jak: MMA Attack, KSW, ACA czy Prime Show MMA. Aktualnie związany z FNC.

## Kariera sportowa
Strus swoją karierę w sportach walki rozpoczął od dyscyplin uderzanych. Pierwsze sukcesy odnosił w kick-boxingu w formule low kick, dwa lata z rzędu był młodzieżowym mistrzem Polski w tej dziedzinie (lata 2008-2009). Największe sukcesy Strus odnosił w wushu na zasadach sandy, gdzie zdobył m.in. Puchar świata w 2012 roku. Strus aktualnie walczy w MMA, gdzie reprezentuje klub WCA Fight Team. W latach 2017–2021 był związany z czołową, rosyjską federacją Absolute Championship Berkut, w tym miał okazję zawalczyć o pas mistrzowski wagi średniej.

### Prime Show MMA
Na jubileuszowej gali Prime 10, która odbyła się 26 października 2024 w Ostrowcu Świętokrzyskim, stoczył walkę z mistrzem organizacji FEN w wadze półśredniej, Cezarym Oleksiejczukiem. Przegrał przez techniczny nokaut w pierwszej rundzie.

### FNC
W kwietniu 2025 roku, podpisał kontrakt z chorwacką federacją Fight Nation Championship na wiele walk. Oczekiwano, że 24 maja na gali FNC 23 w serbskim Belgradzie, zawalczy z niepokonanym Đanim Barbirem o pas mistrzowski FNC w wadze średniej. W późniejszym czasie ogłoszono, że Barbir wypadł z walki, z powodu kontuzji i na jego miejsce wszedł inny Chorwat, Andi Vrtačić. Uległ rywalowi decyzją jednogłośną po trzech rundach.

## Osiągnięcia

### Kick-boxing
- 2007: Mistrzostwa Polski Młodzieżowców w kickboxingu na zasadach low kick, kat. wag. ? – 1 msc.[potrzebny przypis]
- 2008: Mistrzostwa Polski Młodzieżowców w kickboxingu na zasadach low kick, kat. wag. -86 kg – 1 msc.[5]
- 2009: Mistrzostwa Polski Płd. Seniorów w kickboxingu na zasadach K-1, kat. wag. -86 kg – 2 msc.[5]
- 2009: Mistrzostwa Polski w kickboxingu na zasadach low kick, kat. wag. -86 kg – 1 msc.[13][5]

### Wushu
- 2011: Mistrzostwa Polski Wushu 2011 na zasadach sanda, kat. wag. -100 kg – 2 msc.[5]
- 2011: Mistrzostwa Świata Wushu 2011 na zasadach sanda, kat. wag. -85 kg (Ankara, Turcja) – brązowy medal[14]
- 2012: Mistrzostwa Europy w Wushu na zasadach sanda Brązowy – brązowy medal (Estonia)[potrzebny przypis]
- 2012: Puchar Świata Wushu na zasadach sanda, kat. wag. -85 kg – 1 msc. (Pekin, Chiny)[6]

### Boks tajski
- 2008: Mistrzostwa Polski Muay Thai Seniorów 2008, kat. wag. 86 kg – 3 msc.[5]
- 2009: Mistrzostwa Polski Muay Thai Seniorów 2009, kat. wag. 86 kg – 1 msc.[5]

### Mieszane sztuki walki
- Herakles
  - 2018: Statuetka Herakles w kat. Zawodnik Roku 2017[15]

- Absolute Championship Akhmat
  - Bonus za walkę wieczoru (dwa razy) vs. Nikola Dipczikow (2017)[16], Ibragim Czużygajew (2019)[17]

## Lista zawodowych walk MMA
| Wynik     | Bilans      | Przeciwnik (bilans przed walką) | Rozstrzygnięcie                        | Runda | Czas | Rozgrywki                          | Data       | Miejsce                 | Uwagi                                                   |
| --------- | ----------- | ------------------------------- | -------------------------------------- | ----- | ---- | ---------------------------------- | ---------- | ----------------------- | ------------------------------------------------------- |
| Przegrana | 16-10-2 (1) | Andi Vrtačić (6-2)              | Decyzja (jednogłośna)                  | 3     | 5:00 | FNC 23: Fabjan vs. Moeil           | 24.05.2025 | Belgrad                 | Limit umowny -87 kg.                                    |
| Przegrana | 16-9-2 (1)  | Cezary Oleksiejczuk (13-3)      | TKO (ciosy pięściami w parterze)       | 1     | 3:33 | Prime 10: Rafonix vs. Magical 2    | 26.10.2024 | Ostrowiec Świętokrzyski |                                                         |
| Wygrana   | 16-8-2 (1)  | Jason Radcliffe (17-11)         | Decyzja (jednogłośna)                  | 3     | 5:00 | Strife Tube 4: Strus vs. Radcliffe | 15.03.2024 | Legionowo               | Main Event                                              |
| Przegrana | 15-8-2 (1)  | Kacper Karski (7-3)             | Decyzja (niejednogłośna)               | 3     | 5:00 | Strife 3: Strus vs. Karski         | 18.02.2023 | Puławy                  | Main Event                                              |
| Przegrana | 15-7-2 (1)  | Rafał Haratyk (13-4-2)          | Decyzja (jednogłośna)                  | 3     | 5:00 | ACA 122                            | 23.04.2021 | Mińsk                   |                                                         |
| Przegrana | 15-6-2 (1)  | Rafał Haratyk (12-3-2)          | TKO (ciosy pięściami)                  | 1     | 2:29 | ACA 109                            | 20.08.2020 | Łódź                    | Main Event                                              |
| Wygrana   | 15-5-2 (1)  | Witalij Nemczinow (10-1)        | Decyzja (jednogłośna)                  | 3     | 5:00 | ACA 101                            | 15.11.2019 | Warszawa                | Main Event                                              |
| Wygrana   | 14-5-2 (1)  | Swietłozar Sawow (18-6)         | Decyzja (jednogłośna)                  | 3     | 5:00 | ACA 96                             | 08.06.2019 | Łódź                    | Co-Main Event                                           |
| Przegrana | 13-5-2 (1)  | Ibragim Czużygajew (12-5)       | Decyzja (niejednogłośna)               | 3     | 5:00 | ACA 92                             | 16.02.2019 | Warszawa                | Bonus za walkę wieczoru.                                |
| Przegrana | 13-4-2 (1)  | Albiert Durajew (12-3)          | Decyzja (jednogłośna)                  | 5     | 5:00 | ACB 89                             | 08.09.2018 | Krasnodar               | Walka o pas mistrzowski ACB w wadze średniej.           |
| Wygrana   | 13-3-2 (1)  | Fernando Gonzalez (27-15)       | Decyzja (niejednogłośna)               | 3     | 5:00 | ACB 87                             | 19.05.2018 | Nottingham              |                                                         |
| Wygrana   | 12-3-2 (1)  | Nikola Dipczikow (16-6)         | Poddanie (duszenie zza pleców)         | 3     | 4:59 | ACB 74                             | 18.11.2017 | Wiedeń                  | Bonus za walkę wieczoru.                                |
| Wygrana   | 11-3-2 (1)  | Andy Devent (15-11)             | Poddanie (duszenie trójkątne rękoma)   | 2     | 3:53 | ACA 63                             | 01.07.2017 | Gdańsk/Sopot            |                                                         |
| Nieodbyta | 10-3-2 (1)  | Michaił Kołobiegow (11-3)       | Decyzja (niejednogłośna)               | 3     | 5:00 | ACB 61                             | 20.05.2017 | Petersburg              |                                                         |
| Wygrana   | 10-3-2      | Michaił Carew (31-6)            | TKO (rezygnacja z kontynuowania walki) | 2     | 5:00 | ACB 53: Young Eagles 15            | 18.02.2017 | Olsztyn                 | Limit umowny -88 kg.                                    |
| Remis     | 9-3-2       | Jay Silva (9-9)                 | Remis (większościowy)                  | 3     | 5:00 | KSW 29: Reload                     | 06.12.2014 | Kraków                  |                                                         |
| Remis     | 9-3-1       | Abu Azaitar (10-1)              | Remis (większościowy)                  | 3     | 5:00 | KSW 27: Cage Time                  | 17.05.2014 | Gdańsk/ Sopot           |                                                         |
| Przegrana | 9-3         | Karlos Vémola (13-4)            | Decyzja (jednogłośna)                  | 3     | 5:00 | MMA Arena 3                        | 07.03.2014 | Hradec Králové          | Pojedynek o pas mistrzowski MMA Arena w wadze średniej. |
| Wygrana   | 9-2         | Matt Horwich (29-20-1)          | Decyzja (większościowa)                | 3     | 5:00 | KSW 25: Khalidov vs. Sakurai 2     | 07.12.2013 | Wrocław                 |                                                         |
| Przegrana | 8-2         | Aziz Karaoglu (6-6)             | TKO (ciosy pięściami)                  | 1     | 2:17 | KSW 22: Czas Dumy                  | 16.03.2013 | Warszawa                |                                                         |
| Wygrana   | 8-1         | Krzysztof Kułak (25-12-2)       | TKO (niezdolność do walki)             | 2     | 5:00 | KSW 21: Ostateczne Wyjaśnienie     | 01.12.2012 | Warszawa                | Debiut w KSW.                                           |
| Przegrana | 7-1         | Wendres Carlos da Silva (7-5)   | Poddanie (duszenie brabo)              | 2     | 0:44 | MMA Attack 2                       | 27.04.2012 | Katowice                |                                                         |
| Wygrana   | 7-0         | Paweł Zalewski (4-0)            | Decyzja (jednogłośna)                  | 2     | 5:00 | FC – Battle of Warsaw              | 18.11.2011 | Warszawa                |                                                         |
| Wygrana   | 6-0         | Stanisław Mołodocow (5-2-1)     | TKO (uderzenia)                        | 2     | 3:50 | PF – Pro Fight 6                   | 04.06.2011 | Włocławek               |                                                         |
| Wygrana   | 5-0         | Mateusz Głuch (2-3)             | Decyzja (jednogłośna)                  | 2     | 5:00 | IFC -Tsunami Tournament 2          | 11.03.2011 | Człuchów                |                                                         |
| Wygrana   | 4-0         | Adam Stępnik (0-0)              | TKO (uderzenia)                        | 2     | 4:50 | IFC – Winner Punch                 | 19.11.2010 | Bydgoszcz               |                                                         |
| Wygrana   | 3-0         | Damian Herczyk (0-1)            | TKO (kontuzja kolana)                  | 1     | 5:00 | Fight Night Łobez                  | 23.10.2010 | Łobez                   |                                                         |
| Wygrana   | 2-0         | Dawid Drobina (0-0)             | Decyzja (jednogłośna)                  | 2     | 5:00 | SMMAS – Subcarpathian MMA Show 2   | 10.10.2010 | Rzeszów                 |                                                         |
| Wygrana   | 1-0         | Adrian Kochanek (0-0)           | Decyzja (jednogłośna)                  | 3     | 3:00 | EFA – Extreme Fight Arena          | 29.05.2010 | Zielona Góra            |                                                         |

## Lista walk w kickboxingu (niepełna)
| Wynik     | Bilans | Przeciwnik           | Rozstrzygnięcie       | Runda | Czas | Rozgrywki                          | Data       | msc.                 | Uwagi      |
| --------- | ------ | -------------------- | --------------------- | ----- | ---- | ---------------------------------- | ---------- | -------------------- | ---------- |
| Przegrana | 7-1-1  | Brice Kombou         | Decyzja (jednogłośna) | 4     | 3:00 | DSF Kickboxing Challenge: Twierdza | 09.03.2018 | Nowy Dwór Mazowiecki | Main Event |
| Wygrana   | ?      | Wojciech Wilczkowiak | ?                     | ?     | ?    | Gala kick boxingu w Szydłowcu      | 27.06.2009 | Szydłowiec           |            |
| Wygrana   | ?      | Janusz Szulewski     | Decyzja (jednogłośna) | 3     | 3:00 | MaxxxFight                         | 25.10.2008 | Warszawa             |            |